# Rebate (marketing)
Un rebate o rebaja es un monto pagado por medio de reducción, devolución o reembolso de lo que ya se pagó o contribuyó. Es un tipo de promoción de ventas que los marqueteros utilizan principalmente como incentivos o suplementos a las ventas de productos. La Rebaja por Correo (mail-in rebate o MIR) es el más común. Un MIR le da derecho al comprador a enviar un cupón, recibo y el código de barras para recibir un cheque por un monto determinado, dependiendo del producto en particular, el tiempo y, a menudo, el lugar de compra. Las rebajas son ofrecidas por el minorista o el fabricante del producto elegido. Las grandes tiendas a menudo trabajan en conjunto con los fabricantes, por lo general requieren dos o incluso tres rebajas por separado para cada artículo. Las rebajas del fabricante son a veces válidos solamente en una sola tienda. Los formularios de rebajas y recibos especiales a veces son impresos por la caja registradora en el momento de la compra en un recibo separado o disponibles en línea para su descarga. En algunos casos, la rebaja puede estar disponible inmediatamente, en cuyo caso se denomina rebaja instantánea. Algunos programas de rebajas ofrecen varias opciones de pago a los consumidores, incluyendo un cheque de papel, una tarjeta de prepago que se puede gastar inmediatamente sin ir al banco, o incluso pagos de PayPal.

## Usos
Las rebajas son muy utilizadas para las ventas publicitarias en tiendas minoristas. La mayoría de las marcas anuncian sus rebajas después de Navidad y el 1 de julio; a la misma velocidad que se reduce el ticket de compra, desciende la creatividad de los anuncios en estas dos épocas del año tan señaladas.
En el Reino Unido, las rebajas son menos comunes, ya que los fabricantes y los minoristas prefieren ofrecer descuentos en el punto de venta en lugar de exigir el envío por correo o cupones. Sin embargo, los descuentos se dan a veces en forma de "ofertas de cashback" para los contratos de telefonía móvil u otros artículos de alto valor vendidos al por menor junto con un contrato de crédito.
Las rebajas son ofrecidas comúnmente por los minoristas indirectamente, con el uso de una rebaja de un tercero o un sitio web de cashback.

## Cámaras de Compensación de rebajas
La mayoría de las rebajas se manejan bajo contrato por medio de Cámaras de Compensación que se especializan en el procesamiento de rebajas y solicitudes en concurso.

## Reglamentos y leyes
En los Estados Unidos, la sección 42-110b-19(e) del estado de Connecticut exige que los minoristas que anuncien el precio neto de un artículo después de la rebaja paguen a los consumidores el monto de ese descuento al momento de la compra. Rhode Island tiene una legislación similar (Gén. Laws 6-13.1-1). De lo contrario, el precio posterior a la rebaja no puede anunciarse como precio final que debe pagar el consumidor. Por ejemplo, los minoristas en Connecticut pueden anunciar solamente "$40 con una rebaja de $40," y no "Gratis Después de la Rebaja", a menos que den la rebaja al momento de la compra.

## Justificación
Las rebajas han llegado a ser muy popular en las ventas minoristas en los Estados Unidos. Los minoristas y los fabricantes tienen muchas razones para ofrecerlas:
- La información proporcionada en el formulario de rebaja, como nombre, dirección y método de pago, puede utilizarse para estudios de minería de datos sobre el comportamiento del consumidor.[7]
- La información puede ser utilizada como evidencia de una relación de negocio preexistente con fines de marketing, tales como listas de no llamar.
- Los clientes tienden a notar aumentos de precios y reaccionar negativamente. Las rebajas ofrecen a los minoristas el beneficio de dar a los clientes un descuento temporal en un artículo, para estimular las ventas, al tiempo que le permite mantener su punto de precio actual. Este método evita la reacción negativa que se podría percibir con un precio que se baja y después se levanta más adelante.[8]
- Las rebajas también permiten a las empresas "proteger los precios" de ciertas líneas de productos por ser selectivos en los modelos o marcas que se descartarán. Esto permite a minoristas y fabricantes mover algunos productos a un menor costo mientras se mantienen los precios de los modelos exitosos. Una reducción de precio directa en algunos modelos tendría un efecto dominó en todos los productos en una línea.[9]
- Durante el tiempo de respuesta, la empresa puede ganar interés sobre el dinero.
- No todos los compradores cumplirán los criterios para recibir la rebaja. Las compañías a menudo requieren el código de barras UPC original, el recibo e información adicional, que un comprador puede olvidar incluir al canjear la rebaja. Las empresas casi siempre añaden otras limitaciones a la rebaja, así, como la redención tiene que ser matasellado en cierta fecha. Otra táctica que se puede utilizar es disfrazar el correo de rebaja para que parezca correo basura, y que el cliente pueda pasar por alto. Esto funciona a favor de la empresa si los compradores no actúan rápidamente para canjearlos. Sin embargo, un estudio de la Universidad de Florida señala que los periodos de redención más cortos realmente aumentan la tasa de redención a favor del consumidor porque les da menos tiempo para la dilación.[10]
- Las nuevas empresas que quieren hacer una irrupción en un mercado pueden ofrecer rebajas sustanciales en su nuevo producto a modo de captar la atención de un cliente. Zeus Kerravala, vicepresidente de Yankee Group, ha dicho: "Para las empresas que no han estado en un mercado en particular, las rebajas que esencialmente devuelven el dinero del cliente es una gran manera de hacer que la gente les preste atención. Esto es realmente cierto en la electrónica de consumo, donde la marca importa, es una buena manera de conseguir que los clientes se arriesguen por una nueva marca."[11]

### Beneficios y costos para los consumidores
Las rebajas pueden ofrecer a los clientes precios más bajos. Los sitios de cazadores de negocios frecuentemente ofrecen los beneficios de las rebajas para hacer que la tecnología sea asequible: "Las rebajas son la carne con patatas del acuerdo tecnológico definitivo, no importa lo que estés comprando... Ellos están pagando dinero para comprar sus cosas. Todo lo que tienes que hacer es tomarlo".
Según la investigación de 2011, el 47% de los consumidores presentaron una rebaja en los últimos 12 meses, mientras que una investigación similar realizada en 2009 mostró que sólo el 37% de los consumidores habían presentado una rebaja en el año anterior.
Los asesores de la industria afirman que si las rebajas por correo desaparecen, no serán reemplazados por "rebajas instantáneas" del mismo valor debido a la pérdida de los beneficios tangibles enumerados anteriormente (contabilidad fiscal, protección de precios, etc.) Steve Baker, vicepresidente de análisis de la industria para NPD Group, comenta que "Esto es uno de esos caso donde hay que tener cuidado con lo que se pida. Podría ver desaparecer algunas grandes ofertas".
Las rebajas toman una cierta cantidad de tiempo y de esfuerzo del consumidor - averiguando las reglas, llenando los formularios, preparando y entregando al correo, cobrando el cheque, rastreando el papeleo mientras esto se está haciendo. Por lo tanto, se puede pensar en una rebaja como pagar para hacer este papeleo y proporcionar sus datos personales a la empresa. Las posibilidades de que el envío de cupones se pierda o no cumpla algunos criterios puede reducir aún más el rendimiento esperado de este esfuerzo.
Los consumidores que son conscientes de esto y que valoran su tiempo, esfuerzo y costos de oportunidad por encima del valor de la rebaja pueden optar por ignorar intencionalmente una rebaja no instantánea que requiere tales procedimientos y asumir el precio al considerar la compra.
Por otra parte, si el consumidor no lo ve así, si los ingresos y el presupuesto del consumidor son muy limitados o inexistentes, o si el consumidor está más preocupado por el precio que su tiempo por cualquier motivo, el descuento puede ser visto como un buen negocio.
Otra desventaja potencial para recibir un reembolso es que la rebaja no reembolsa ningún impuesto sobre ventas que se cobraba al momento de la compra. Por lo tanto, el consumidor pagará más en impuestos que si el precio simplemente hubiera bajado al momento de la compra.

## Inconsistencias en la tasa de redención
Es difícil obtener una cuenta de las tasas de redención de la mayoría de las empresas de rebajas, en parte debido a la renuencia por parte de las casas de cumplimiento de rebajas para divulgar información comercial confidencial. Entre las diferentes fuentes, pueden citarse números radicalmente diferentes en ambos extremos del espectro. Parte de la razón es que la mayoría de las "tasas de redención" no distinguen si se calculan como parte de las ventas totales o ventas incrementales.
- PMA, una empresa de marketing, estimó que en 2005 se redimieron 486,5 millones de dólares en rebajas. Las tasas de redención promediaron 21,1% cuando se calculó como porcentaje de las ventas totales, y 67,6% cuando se calculó como un porcentaje de las ventas incrementales. PMA señala: "Estas estadísticas revelan que las tasas de redención calculadas como un porcentaje de las ventas totales pueden ser engañosas cuando se diluyen por ventas no incrementales, por lo tanto, hacer que las tasas de redención parezca inferior a lo que realmente son."[15]
- No todos los compradores recuerdan enviar los cupones, un fenómeno conocido en la industria como rotura, o el efecto caja de zapatos. Aunque se puede utilizar indistintamente con rotura,[16] el deslizamiento es el fenómeno cuando un consumidor tiene su rebaja realizado, pero él o ella pierde o se olvida de cobrar el cheque. Algunas empresas de rebajas podrían promocionar una "tasa de redención" más alta, incluida la rotura, mientras no se calcula el posible deslizamiento de los cheques no cobrados.

### Algunas estimaciones de redención
- En noviembre de 2005, BusinessWeek estima una tasa de retorno de 60%. Algunas estimaciones han sido tan bajas como 2%. Por ejemplo, casi la mitad de los 100.000 nuevos suscriptores de TiVo en el año 2005 no canjearon sus $100 de rebajas, permitiendo a la empresa conservar $5,000,000 en beneficio adicional.[17]
- PC Data en el Reston, VA estima entre "10 y 30 por ciento".[18]
- PlusNetMarketing en Wilmington, DE cotiza 80%.[19]
- Un representante en el 2005, en The Marco Corporation declaró que "En algunos casos, tenemos programas de redención que llegan a entre cuarenta y cincuenta por ciento, pero en general es de uno a cinco por ciento". En el mismo artículo, John Challinor, gerente de publicidad de Sony Canadá, comenta: "El promedio de la industria es menos del diez por ciento... y puede ser tan baja como un uno por ciento".[16]
- NPD Group, una firma de marketing, estima del 50% al 70%.[14]

## Quejas generales

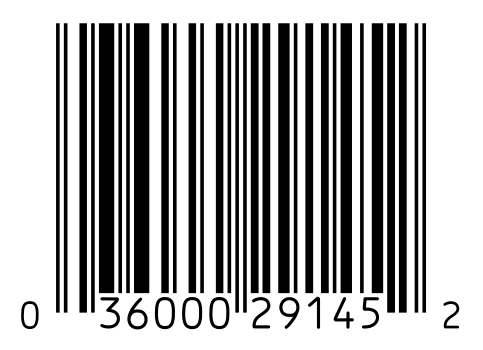
Típico código de barras UPC requerido para la presentación de una rebaja.

En algunas tiendas grandes, las computadoras personales se venden regularmente unidas a rebajas considerables, haciendo que el precio anunciado sea más atractivo para los compradores. Los fabricantes del hardware han estado bajo fuego, también. Dell, por ejemplo, ha sido objeto de quejas de rebajas que incluyen recibos erróneamente impresos, fechas de vencimiento potencialmente confusas y representantes de servicio que reaccionan con lentitud.[cita requerida]
Los problemas de rebajas comenzaron a obstruir los foros de servicio al cliente de Dell, lo que llevó a la empresa a cerrar esa parte del sitio web. CompUSA utilizó las rebajas regularmente hasta que comenzó a cerrar sus tiendas restantes en diciembre de 2007.
Las compañías de servicios de telefonía celular, incluyendo a jugadores importantes como T-Mobile, así como minoristas de terceros como Radio Shack, Wirefly y otros, han recibido una creciente atención debido a las complejas reglas de redención de rebajas. Tanto los operadores como los minoristas hacen que los clientes envíen reclamaciones de rebajas durante un periodo de 30 días, a menudo 6 meses después de la activación del teléfono celular. Algunos distribuidores autorizados han respondido intentando hacer los requisitos de rebajas más transparentes, explicando que el portador retirará el pago de ellos si un cliente deja el servicio antes del final del contrato.
En 2009, el Estado de la Florida, el procurador general Bill McCollum, presentaron una demanda en contra de TigerDirect, OnRebate, y Systemax, empresa matriz de TigerDirect, cobrando a las empresas que no ofrecen rebajas a los clientes.

### Rebajas como forma de discriminación de precios
Una queja común contra las rebajas es la afirmación de que las rebajas se pueden utilizar como una forma de "discriminación de precios" contra los miembros de las clases bajas que tienen menos probabilidades de canjear los descuentos que una clase media más educada. Sridhar Moorthy, profesor de marketing en la Universidad de Toronto también defiende una teoría de "discriminación de precios" entre "personas sensibles a los precios y personas que no son sensibles a los precios". Un punto de vista diferente, tal como fue tomado por el artículo de BusinessWeek, es que las rebajas se pueden ver como un "impuesto sobre los desorganizados" que son pagados por aquellos que no presentan sus rebajas en contraposición a aquellos que lo hacen. Como se mencionó anteriormente, las rebajas también son menos atractivas cuanto más el consumidor valora los costos de oportunidad (tiempo y esfuerzo) involucrados en la presentación de la misma.

## Tendencias recientes
Algunos minoristas han dado un paso adelante al ofrecer a los consumidores nuevas formas de presentar sus rebajas fácilmente a través de Internet, eliminando total o parcialmente los requisitos de envío por correo. Staples, Sears, TigerDirect y Rite Aid actualmente ofrecen una opción de envío en línea para todos o algunos de los descuentos que ofrecen. Estos descuentos especiales suelen ser identificados como tales y tienen instrucciones para presentaciones en línea completas o parciales. Esto se presume como un procesamiento más preciso de la rebaja, reduciendo el potencial de error humano o mecánico y, en muchos casos, eliminando los costos de envío asociados con las rebajas por correo convencionales, aunque algunos requieren que la UPC o la prueba de compra sean enviados por correo La mayoría de estos minoristas todavía permiten a los consumidores presentar rebajas por correo.
En 2006, las tiendas OfficeMax, anunciaron que estaban eliminando las rebajas por correo de su promoción de ventas a favor de rebajas instantáneas por sus precios de venta. La decisión se produjo después de un año de trabajo con los proveedores de rebajas y los fabricantes para mejorar el proceso de rebaja y recibir "una respuesta abrumadoramente negativa" de sus clientes sobre su programa de rebajas.
En lugar de cheques, están siendo entregadas las tarjetas prepagadas de regalo por muchas tiendas. Comercialmente, estas tarjetas no se pueden canjear por dinero en efectivo y debe ser gastado. Sin embargo, algunos estados requieren que los minoristas canjeen el valor de la tarjeta por dinero en efectivo si cae por debajo de cierto nivel, como $5 en el estado de Washington. Muchos comerciantes no son conscientes de esto y negarán dar el reembolso. Los consumidores deben tener cuidado con las fechas de caducidad y leer la letra pequeña.
La típica familia americana que aprovecha las rebajas de los consumidores ahorra un promedio de $150 al año. Más de $8 mil millones fueron devueltos a los hogares estadounidenses en 2011 solamente por programas de rebajas.